# Moritzia ciliata
Moritzia ciliata là loài thực vật có hoa trong họ Mồ hôi. Loài này được DC. ex Meisn. mô tả khoa học đầu tiên năm 1840.